# Zamarada gamma
Zamarada gamma là một loài bướm đêm trong họ Geometridae.